# ツチヤタカユキ
ツチヤ タカユキ（1988年3月20日 - ）は日本の作家。通称「伝説のハガキ職人」。

## 略歴
15歳の頃から様々なテレビ、ラジオ番組に大喜利を投稿していたハガキ職人。
『着信御礼!ケータイ大喜利』でレジェンドの称号を獲得（ペンネーム：MURASON侯爵）。『オードリーのオールナイトニッポン』の常連投稿者としても活躍し、プライベートでも交流を持つようになった若林正恭から作家見習いとなることを勧められ、一度は「人間関係不得意」という消極的な返事するも上京。その後、若林と生活を共にするが、自身のパソコン操作の不得意さに、作家になることへの自信を失い大阪に戻った。
大喜利と笑いに賭けた半生を題材にした私小説『笑いのカイブツ』を2017年に出版。
大阪に戻った後は、東西落語家とのコラボを中心に、新作落語の創作や、吉本新喜劇の作家として活動している。
母親と同居しながら落語の創作に挑む様子が、2020年9月13日のNHK総合「目撃！にっぽん」で「もう一度笑かしたい～“伝説のハガキ職人”再起の日々～」で特集された（ナレーター：神田伯山）。
2023年3月、吉本新喜劇の作・演出から卒業。
2024年、著書を原作とした映画『笑いのカイブツ』が公開される（監督：滝本憲吾、主演：岡山天音）。

## 著書
- 『笑いのカイブツ』（ 文藝春秋 2017年2月16日 ISBN 978-4163905631、文春文庫 2019年6月6日 ISBN 978-4167913052 ）　J-WAVE「BOOK BAR」のブックスタンドというコーナーで松居大悟によって「人を暴走させる3冊」の一つとして紹介された。
- 『笑いのカイブツ』画：史群アル仙 (秋田書店、少年チャンピオンコミックス・タップ！、2018年4月6日)
- 『オカンといっしょ』文藝春秋 2018年5月31日発刊。ISBN 978-4163908427
- 『安城さんの見る世界』2019年7月発行。自主制作小説。ネットショップにて発売。
- 『ロブスターガールフレンド』2019年7月発行。自主制作詩集。
- 『前夜』（小学館、2021年11月 ISBN  978-4093866132)

## 舞台

### 吉本新喜劇（NGK）
- 「花月書店で会いましょう」（作） 2021年6月29日 - 7月5日

## 新作落語
- 最悪結婚式（2019年落語協会新作落語台本 佳作[5]）初演：川柳つくし
- 生神　初演：桂團治郎
- 立川吉笑
- ホームランボール（2023年落語協会新作落語台本 佳作）初演：川柳つくし
- 婚活親子　初演：林家愛染